# Ндойе, Бирама
Бирама Ндойе (фр. Birama Ndoye; 27 марта 1994, Дакар, Сенегал) — сенегальский футболист, полузащитник клуба «Аль-Араби» из Унайзы.

## Карьера
Бирама начал заниматься футболом в клубе «Этуаль Спортив Дакар». Чтобы продолжить своё развитие Ндойе решил переехать в Европу. Полузащитник проходил просмотр в итальянских «Парме» и «Эмполи», однако контракт заключил со швейцарским «Сьоном».
Сперва сенегалец выступал за молодёжный состав, 25 мая 2013 года дебютировал за основу во встрече с «Туном». До окончания сезона 2012/13 Бирама провёл ещё 2 матча, а в следующем сезоне стал регулярно появляться на поле в стартовом составе «Сьона».
2 ноября 2014 года Ндойе отметился первым забитым мячом в чемпионате Швейцарии. Сезон 2014/15 стал для сенегальца самым успешным в карьере, он принял участие в 27 играх первенства и 5 встречах кубка. Только травма икроножной мышцы, полученная в конце сезона, помешала полузащитнику улучшить эти показатели и принять участие в финальной игре кубка против «Базеля», ставшей победной для «Сьона».

## Достижения
- Обладатель кубка Швейцарии (1): 2014/15

## Статистика
| Клуб             | Сезон            | Лига  | Лига | Кубок | Кубок | Континентальные | Континентальные | Всего | Всего |
| Клуб             | Сезон            | Матчи | Голы | Матчи | Голы  | Матчи           | Голы            | Матчи | Голы  |
| ---------------- | ---------------- | ----- | ---- | ----- | ----- | --------------- | --------------- | ----- | ----- |
| Сьон             | 2012/13          | 3     | 0    | 0     | 0     | 0               | 0               | 3     | 0     |
| Сьон             | 2013/14          | 23    | 0    | 2     | 0     | 0               | 0               | 25    | 0     |
| Сьон             | 2014/15          | 27    | 1    | 5     | 0     | 0               | 0               | 32    | 1     |
| Сьон             | 2015/16          | 0     | 0    | 0     | 0     | 0               | 0               | 0     | 0     |
| Сьон             | Всего            | 53    | 1    | 7     | 0     | 0               | 0               | 60    | 1     |
| Всего за карьеру | Всего за карьеру | 53    | 1    | 7     | 0     | 0               | 0               | 60    | 1     |